# Natal z Casale Monferrato
Natal z Casale Monferrato – czcigodny z Casale Monferrato (Piemont), jeden z wczesnochrześcijańskich włoskich świętych katolickich.
Jego relikwie, prawdopodobnie przywiezione do miasta przez króla Liutpranda (712–744), znajdują się w kolegiacie w Casale Monferrato (wł. Duomo di Casale Monferrato) dedykowanej świętym: Ewazjuszowi (wł. Evasio), Projektusowi (wł. Proietto), Natalowi i Wawrzyńcowi (wł. Lorenzo, Laurencjusz). Budowlę konsekrował papież Paschalis II w 1107 roku.
Natal z Casale Monferrato nie był wymieniany w starożytnych martyrologiach zaś współcześnie wspominany jest we włoskim Kościele katolickim w dies natalis (21 sierpnia).